# Rood-witte winterkoning
De rood-witte winterkoning (Thryophilus rufalbus; synoniem: Thryothorus rufalbus) is een zangvogel uit de familie Troglodytidae (winterkoningen).

## Verspreiding en leefgebied
Deze soort telt 5 ondersoorten:
- T. r. rufalbus: zuidelijk Mexico, Guatemala en El Salvador.
- T. r. sylvus: de Caribische hellingen van oostelijk Guatemala en noordelijk Honduras.
- T. r. castanonotus: van de Pacifische hellingen van Nicaragua tot westelijk Panama.
- T. r. cumanensis: noordelijk Colombia en noordelijk Venezuela.
- T. r. minlosi: oostelijk Colombia en noordwestelijk Venezuela.